# منع (مناخة)

تعديل مصدري - تعديل

منع هي إحدى قرى عزلة بني برة بمديرية مناخة التابعة لمحافظة صنعاء، بلغ تعداد سكانها 244 نسمة حسب تعداد اليمن لعام 2004.